# 増田卓也
増田 卓也（ますだ たくや、1989年〈平成元年〉6月29日 - ）は、広島県広島市安佐北区出身 の元プロサッカー選手。ポジションはゴールキーパー。

## 来歴

### プロ入り前
幼稚園時代からサッカーを始める。GKはこの頃から経験していたが、中学生まではフィールドプレーヤーであった。広島高陽フットボールクラブの4つ上に田坂祐介、3つ上に髙柳一誠、2つ上に森重真人、2つ下に中山雄登、4つ下に渡大生がいた。中学生時代はピジョンFCでプレー。
2005年、強豪の広島県立広島皆実高等学校へ進学。この頃から本格的にGKとしてプレーを始めた。2年生から正GKに定着し、高校サッカー選手権では第85回大会・第86回大会と2年連続でベスト8進出に貢献している。PK戦は第85回大会は3戦、第86回大会は1戦経験しているが、いずれも勝利している。日本高校選抜には2年連続で選ばれた。
2008年、流通経済大学へ進学し、サッカー部に所属。同期に山村和也・比嘉祐介・中里崇宏・堀河俊大などがおり、乾大知とは後に長崎で同僚となる。サッカー部は当時日本代表候補の林彰洋が正GKに君臨していたが、林が怪我をすると1年生ながら正GKに抜擢され、林が復帰後もその座を明け渡さなかった。全日本大学選抜には1年生の段階から選ばれている。2009年になると林はフットボールリーグ・チャンピオンシップのプリマス・アーガイルFCに移籍したためポジションを完全に確保した。2010年広州アジア大会では安藤駿介の控えとして同大会優勝に貢献した。2011年（大学4年次）には主将を務めた。ロンドン五輪アジア最終予選には全試合招集されている。
サンフレッチェ広島には高校3年生の段階から練習を体験していたが、広島側から獲得を前提として正式に練習参加オファーを受けたのは2009年（大学2年次）のときであった。以降、海外キャンプにも同行した。大学卒業の際には広島のほかに、ジェフユナイテッド市原・千葉からもオファーが来ていた。

### プロ入り後
2012年、広島に加入。同期入団はファン・ソッコとイ・デホン。この年は西川周作の控えとして過ごし、第2GKとしてベンチ入りした。6月6日のナビスコカップグループリーグ第5節・ベガルタ仙台戦で公式戦デビューを飾った。12月9日のFIFAクラブワールドカップ2012・アル・アハリ戦で負傷した西川に代わって途中出場したが、1-2で敗れた。
2013年5月6日、J1リーグ第10節・大宮アルディージャ戦（NACK5スタジアム大宮）で西川の負傷によりスターティングメンバーに名を連ね、リーグ戦初出場を果たした。しかし、後半39分に相手FWの富山貴光と激しく衝突。ともに脳震盪を起こし、救急車で搬送された。広島は前節の名古屋グランパス戦でも西川が相手MFの小川佳純と接触して脳震盪を起こしており、2試合連続で不運に見舞われることとなった。
2017年、V・ファーレン長崎へ期限付き移籍。
17年は守護神として全試合にフル出場しチームのJ1昇格に貢献したが、続く2018シーズンは開幕スタメンこそ勝ち取ったものの、第5節からは新加入の徳重健太にポジションを譲り、第30節と31節に出場するまでは出番が無く、リーグ戦の出場は6試合に留まった。
2019年、FC町田ゼルビアへ期限付き移籍。
開幕からスタメンを確保し、38試合に出場。12月25日、契約満了により広島に復帰すると発表された。
4年ぶりに復帰した2020シーズンだったが、林卓人と大迫敬介の争う激しいポジション争いに割って入ることが出来ず、公式戦出場は0に終わった。
2021年8月、2年ぶりにFC町田ゼルビアへ期限付き移籍で復帰。しかし福井光輝が1年通してレギュラーとして出場したためこの年の出場は無かった。
2022年、ロアッソ熊本へ完全移籍。
2023年11月13日に、2023シーズンをもって現役を引退することが発表された。

### 現役引退後
2024年4月、広島市内にある瀬戸内高校の体育教員として着任したことを自身のInstagramにて発表した。

## 所属クラブ
- 広島高陽フットボールクラブ（広島市立亀崎小学校）[1]。
- 2002年 - 2004年 広島ピジョンFC（広島市立亀崎中学校）[1]
- 2005年 - 2007年 広島県立広島皆実高等学校[1]
- 2008年 - 2011年 流通経済大学
- 2012年 - 2021年 サンフレッチェ広島
  - 2017年 - 2018年 V・ファーレン長崎（期限付き移籍）
  - 2019年 FC町田ゼルビア（期限付き移籍）
  - 2021年8月 - 同年12月 FC町田ゼルビア（期限付き移籍）
- 2022年 - 2023年 ロアッソ熊本

## 個人成績
| 国内大会個人成績 | 国内大会個人成績 | 国内大会個人成績 | 国内大会個人成績 | 国内大会個人成績 | 国内大会個人成績 | 国内大会個人成績 | 国内大会個人成績 | 国内大会個人成績 | 国内大会個人成績 | 国内大会個人成績 | 国内大会個人成績 |
| 年度             | クラブ           | 背番号           | リーグ           | リーグ戦         | リーグ戦         | リーグ杯         | リーグ杯         | オープン杯       | オープン杯       | 期間通算         | 期間通算         |
| 年度             | クラブ           | 背番号           | リーグ           | 出場             | 得点             | 出場             | 得点             | 出場             | 得点             | 出場             | 得点             |
| 日本             | 日本             | 日本             | 日本             | リーグ戦         | リーグ戦         | リーグ杯         | リーグ杯         | 天皇杯           | 天皇杯           | 期間通算         | 期間通算         |
| ---------------- | ---------------- | ---------------- | ---------------- | ---------------- | ---------------- | ---------------- | ---------------- | ---------------- | ---------------- | ---------------- | ---------------- |
| 2012             | 広島             | 13               | J1               | 0                | 0                | 2                | 0                | 1                | 0                | 3                | 0                |
| 2013             | 広島             | 13               | J1               | 1                | 0                | 1                | 0                | 3                | 0                | 5                | 0                |
| 2014             | 広島             | 13               | J1               | 3                | 0                | 0                | O                | 1                | 0                | 4                | 0                |
| 2015             | 広島             | 13               | J1               | 0                | 0                | 4                | 0                | 2                | 0                | 6                | 0                |
| 2016             | 広島             | 13               | J1               | 0                | 0                | 0                | 0                | 0                | 0                | 0                | 0                |
| 2017             | 長崎             | 1                | J2               | 42               | 0                | -                | -                | 0                | 0                | 42               | 0                |
| 2018             | 長崎             | 1                | J1               | 6                | 0                | 4                | 0                | 0                | 0                | 10               | 0                |
| 2019             | 町田             | 13               | J2               | 38               | 0                | -                | -                | 0                | 0                | 38               | 0                |
| 2020             | 広島             | 13               | J1               | 0                | 0                | 0                | 0                | -                | -                | 0                | 0                |
| 2021             | 広島             | 13               | J1               | 0                | 0                | 0                | 0                | 1                | 0                | 1                | 0                |
| 2021             | 町田             | 1                | J2               | 0                | 0                | -                | -                | -                | -                | 0                | 0                |
| 2022             | 熊本             | 13               | J2               | 2                | 0                | -                | -                | 0                | 0                | 2                | 0                |
| 2023             | 熊本             | 13               | J2               | 0                | 0                | -                | -                | 0                | 0                | 0                | 0                |
| 通算             | 日本             | 日本             | J1               | 10               | 0                | 11               | 0                | 8                | 0                | 29               | 0                |
| 通算             | 日本             | 日本             | J2               | 80               | 0                | -                | -                | 0                | 0                | 80               | 0                |
| 総通算           | 総通算           | 総通算           | 総通算           | 90               | 0                | 11               | 0                | 8                | 0                | 109              | 0                |

- 公式戦初出場：2012年6月6日 ヤマザキナビスコカップ第5節 対ベガルタ仙台戦（広島ビッグアーチ）
  - 先発出場
- リーグ戦初出場：2013年5月6日 J1第10節 対大宮アルディージャ戦（NACK5スタジアム大宮）
  - 先発出場：同上

| 国際大会個人成績 | 国際大会個人成績 | 国際大会個人成績 | 国際大会個人成績 | 国際大会個人成績 | FIFA      | FIFA      |
| 年度             | クラブ           | 背番号           | 出場             | 得点             | 出場      | 得点      |
| AFC              | AFC              | AFC              | ACL              | ACL              | クラブW杯 | クラブW杯 |
| ---------------- | ---------------- | ---------------- | ---------------- | ---------------- | --------- | --------- |
| 2012             | 広島             | 13               | -                | -                | 1         | 0         |
| 2013             | 広島             | 13               | 1                | 0                | -         | -         |
| 2014             | 広島             | 13               | 0                | 0                | -         | -         |
| 2016             | 広島             | 13               | 1                | 0                | -         | -         |
| 通算             | AFC              | AFC              | 2                | 0                | 1         | 0         |

## 代表歴
- U-23日本代表
  - 2010年 アジア競技大会
  - 2012年 ロンドン五輪アジア最終予選
  - 2012年 トゥーロン国際大会
  - 2012年 ロンドンオリンピック (予備登録メンバー)
- ユニバーシアードサッカー競技 (2011年)

## タイトル

### クラブ
サンフレッチェ広島
- J1リーグ：3回（2012年、2013年、2015年)
- FUJI XEROX SUPER CUP：1回（2013年）

## 参考資料
- “憧れの守護神追い帰郷 GK増田卓也”. 中国新聞:  p. 20. (2012年1月26日)
- “流通経大3年GK増田、再来年獲得へ…広島”. 報知新聞(Cache). (2010年11月11日) 2012年2月17日閲覧。
- 増田卓也 - JFA